# Lluís Marco i Fernández
Lluís Marco i Fernández (Badalona, 2 d'agost de 1949) és un actor català.

## Biografia
Habitual en les produccions de Televisió de Catalunya, destaca pel personatge de Sergi Llopart a la sèrie Ventdelplà i també pel de doctor Antonio Dávila a Hospital Central i en la seva seqüela, MIR, ambdues emeses per Telecinco en l'àmbit estatal. També és destacable la superproducció d'Antena 3, Hispania, la leyenda. Ha participat també en les sèries 13 anys i un dia i Poblenou per TV3, així com a Dinamita, on feia el paper del doctor Perquè, i a La Lloll, on formava part de la sèrie paròdica Pobre noi.
Amb una extensa trajectòria teatral, ha estat molt lligat professionalment al Teatre Lliure, i en obres com Romeu i Julieta, Soldats de Salamina, Rock'n'roll, Nixon-Frost o Copenhaguen. El 2013 actuà a la Sala Petita del Teatre Nacional de Catalunya amb Fum, dirigida per Josep Maria Miró Coromina. El 2021 va formar part del muntatge de L'oncle Vània amb el director lituà Oskaras Koršunovas.
Marco ha col·laborat també en nombroses pel·lícules, i ha treballat en programes de ràdio i com a actor de doblatge. De 1983 a 1998 realitza doblatges per TVE i TV3, indistintament en castellà i català, i ha arribat a doblar habitualment a Joe Pesci (com a Un dels nostres i Casino), Clint Eastwood (a Gran Torino), Bruno Ganz (a L'enfonsament), Ben Kingsley, Bob Hoskins, Harvey Keitel, Colm Meaney, Pete Postlethwaite, Geoffrey Rush, Kevin R. McNally o Danny DeVito. Va començar al món del doblatge treballat per a l'estudi Q. T. Lever, fundat per Albert Trifol. Una de les primeres sèries que va doblar va ser Magnum, P.I., en el personatge de T. C. (Roger E. Mosley). Entre altres, ha doblat la pel·lícula Superman 3 (Richard Pryor), i Un cadàver per postres (Peter Falk).
És pare del jugador de bàsquet Carles Marco i de l'actriu Marta Marco.

## Filmografia

### Cinema
| Llargmetratges - Goliat contra los gigantes (1961) - Transeúntes (1994) - El caçador furtiu (1995) - Gimlet (1995) - A tiro limpio (1996) - No se puede tener todo (1997) - Dones (2000) - Mi casa es tu casa (2002) - Ilegal (2003) - Petit indi (2009) - La vida empieza hoy (2010) - 23-F: la película (2011) - La voz dormida (2011) - Ali (2012) - Asmodexia (2014) - El despertar, com a Pau (2020) | Curtmetratges - La ciutat sense ponts (1992) - Cocó (2003) - Mola ser malo (2005) - L'audífon (2011) - Hasta mañana (2017) |

### Televisió
| - Històries de cara i creu (1986) - La dama enamorada (1987) - Crònica negra (1988) - Qui? (1990) - Terranova (1990) - Bala perduda (1991) - Timon d'Atenes (1991) - Quico (1993) - El parc (1993) - Vostè mateix (1993) - Mal de amores (1993) - La Lloll (1993) - La corona d'espines (1994) - Poble Nou (1994) - Estació d'enllaç (1995) - Laia, el regal d'aniversari (1995) - Nissaga de poder (1996) - Sitges (1996) - Primera jugada (1997) - La saga de los Clark (1997) - Pepe Carvalho (1999) - Dinamita (2000, 2001 i 2003) | - Hospital Central (2002, 2003, 2004, 2005 i 2006) - Temps de silenci (2002) - Temps afegit (2002) - Mirall trencat (2002) - L'orquestra de les estrelles (2003) - Jet Lag (2003) - Iris TV (2003) - El cor de la ciutat (2004) - Maigret: La trappola (2004) - Un dia, una nit (2006) - L'estafador (2007) - Ventdelplà (2008, 2009 i 2010) - 13 anys i un dia (2008-2009) - MIR (2007, 2008 i 2009) - Més dinamita (2010) - Las chicas de oro (2010) - L'edèn (2010) - Hispania, la leyenda (2010-2011) - Los misterios de Laura (2011) - El comisario (2011) - Cuéntame cómo pasó (2011) - Stamos okupa2 (2012) - Moebius (2021) |